# Zvířetice
Zvířetice jsou malá vesnice, část města Bakov nad Jizerou v okrese Mladá Boleslav. Nachází se 2,4 kilometru západně od Bakova nad Jizerou. V katastrálním území Zvířetice leží také Podhradí, se zříceninou hradu Zvířetice, založeného Lemberky a přírodní památkou Podhradská tůň.

## Historie
První písemná zmínka o vesnici pochází z roku 1318.
V letech 1869–1921 byla vesnice součástí obce Malá Bělá, v letech 1930–1979 samostatnou obcí, ke které patřilo Podhradí a od 1. ledna 1980 se vesnice stala součástí města Bakov nad Jizerou.

## Obyvatelstvo
| Rok            | 1869 | 1880 | 1890 | 1900 | 1910 | 1921 | 1930 | 1950 | 1961 | 1970 | 1980 | 1991 | 2001 | 2011 | 2021 |
| -------------- | ---- | ---- | ---- | ---- | ---- | ---- | ---- | ---- | ---- | ---- | ---- | ---- | ---- | ---- | ---- |
| Počet obyvatel | 234  | 250  | 252  | 225  | 218  | 238  | 245  | 142  | 159  | 121  | 102  | 60   | 49   | 74   | 91   |
| Počet domů     | 25   | 25   | 26   | 26   | 26   | 26   | 31   | 31   | 59   | 28   | 24   | 29   | 28   | 27   | 33   |

## Pamětihodnosti
- Hrad Zvířetice
- Usedlost čp. 1